# Rivolta di Fries
La Rivolta di Fries (dal nome di John Fries, uno dei suoi capi), è stata uno dei primi episodi di resistenza fiscale nella storia degli Stati Uniti d'America.

## Storia
Il governo Adams, tramite una politica fiscale improntata al rigore dell'esazione, introdusse una tassa federale pari a due milioni di dollari da ripartire sulle proprietà immobiliari, su quelle terriere, nonché sul possesso di mano d'opera.
Nei primi mesi del 1799 la Pennsylvania venne investita da molte sommosse contro la nuova imposta, che non potendo essere ripartita come altrove sul possesso degli schiavi - pressoché assenti in quello Stato - gravava interamente su quello immobiliare e terriero. I disordini furono preoccupanti in alcune contee di forte immigrazione dalla Germania, che già avevano costituito un baluardo patriottico contro il pacifismo lealista dei quaccheri ai tempi della guerra d'indipendenza. Non a caso tornarono i rituali d'un tempo non troppo lontano: gli esattori delle tasse vennero aggrediti e i loro libri contabili bruciati, mentre presero a circolare strane voci sulle tentazioni monarchiche dei federalisti.
Alle violenze le autorità del luogo risposero con gli arresti di alcune decine di persone, che vennero però liberate, nel marzo del 1799, da una dimostrazione di forza organizzata da John Fries, un banditore che si fece paladino delle giuste ragioni degli incarcerati. L'aperta contestazione dei pubblici poteri non poteva essere tollerata dal governo federale che inseguì ribelli sino a catturarli e a spedirli sotto processo con l'accusa di attentato all'integrità dello Stato. Fries venne condannato all'impiccagione, che gli venne all'ultimo momento risparmiata dalla grazia del presidente Adams che per l'occasione si rifiutò di seguire una parte del suo stesso gabinetto desideroso invece di una pena esemplare contro uomini che, con le loro proteste in armi, avevano attentato alla sicurezza degli Stati Uniti. Adams volle graziare Fries per non esacerbare ancor di più gli animi in uno Stato che era risultato sino ad allora una roccaforte federalista, ma dove proprio eli avvenimenti degli ultimi tempi avevano fatto crescere i consensi per i democratico-repubblicani.